# Can Marquès (el Bruc)
Can Marquès és una masia del Bruc (Anoia) protegida com a Bé Cultural d'Interès Local.

## Descripció
Masia de planta rectangular, coberta a dues aigües. Te planta baixa i un pis. Ha sofert diverses ampliacions. En una part de l'edificació hi ha una terrassa coberta amb barana de ceràmica.
Es troba dintre d'un recinte tancat amb altres edificacions annexes a les que s'hi destaquen una pallissa construïda amb tapial i toves. La porta d'entrada d'aquest recinte té un acabament amb merlets, de maó vist.
A nivell del primer pis hi ha una galeria i terrassa amb balustrada de ceràmica vidriada.

## Història
Els propietaris són els hereus directes de qui va construir la primitiva masia.